# Kluki (Powiat Bełchatowski)
Kluki  (deutsch Kluki, 1943–1945 Klucksdorf) ist ein Dorf und Sitz der Landgemeinde Kluki im Powiat Bełchatowski der Woiwodschaft Łódź in Polen.